# Yang Yue (athlétisme)
Yang Yue (chinois : 杨月 ; née le 3 mars 1983 à Dalian) est une athlète paralympique chinoise championne paralympique au lancer du disque à Paris 2024 en catégorie F44.

## Biographie
Yang Yue débute l'handisport en 2002 à Shenyang puis participe aux Jeux paralympiques d'été de 2004 d'Athènes où elle concourt aux épreuves de lancer du disque et de lancer de javelot sans atteindre le podium. En 2006, aux championnats du monde d'athlétisme handisport 2006 d'Assen aux Pays-Bas, elle monte sur le podium du javelot en obtenant la médaille de bronze dans la catégorie F42/44/46. elle y devient surtout championne du monde au lancer du disque dans la même catégorie avec un lancer de 38,23 m. Aux Jeux paralympiques d'été de 2008 de Pékin, Yang Yue prend la seconde place au lancer du disque. Malgré une participation aux championnats du monde d'athlétisme handisport 2011 de Christchurch, il lui faudra attendre les Jeux paralympiques d'été de 2012 pour remonter sur le podium, avec une médaille d'argent au lancer du poids. À Doha, au Qatar, lors des championnats du monde d'athlétisme handisport 2015, elle prend deux médailles d'argent aux lancers du poids et du disque. Aux jeux paralympiques suivants, en 2016 à Rio de Janeiro, elle remonte sur le podium à la seconde place au lancer du disque malgré une blessure au genou. Elle ré-édite cette performance à Londres en 2017 aux championnats du monde dans la même discipline à laquelle elle ajoute une médaille de bronze au lancer du poids.
Aux Jeux paralympiques d'été de 2020 à Tokyo, elle remporte une nouvelle médaille d'argent au lancer du disque en catégorie F64. Aux Jeux para-asiatiques de 2022 à Hangzhou, elle remporte encore une fois deux médailles d'argent pour les lancers du poids et du disque. En 2024, aux jeux paralympiques de Paris, elle termine médaillée de bronze au lancer de poids et devient championne paralympique au lancer du disque F64.